# Szlasy-Lipno (gromada)
Szlasy-Lipno (początkowo Szlasy Lipno, bez łącznika) – dawna gromada, czyli najmniejsza jednostka podziału terytorialnego Polskiej Rzeczypospolitej Ludowej w latach 1954–1972.
Gromady, z gromadzkimi radami narodowymi (GRN) jako organami władzy najniższego stopnia na wsi, funkcjonowały od reformy reorganizującej administrację wiejską przeprowadzonej jesienią 1954 do momentu ich zniesienia z dniem 1 stycznia 1973, tym samym wypierając organizację gminną w latach 1954–1972.
Gromadę Szlasy Lipno z siedzibą GRN w Szlasach Lipnie utworzono – jako jedną z 8759 gromad – w powiecie łomżyńskim w woj. białostockim, na mocy uchwały nr 18/V WRN w Białymstoku z dnia 4 października 1954. W skład jednostki weszły obszary dotychczasowych gromad Szlasy Lipno, Kołomyja, Pęsy Lipno, Rutki Jatki, Kołomyjka i Dębnik ze zniesionej gminy Rutki oraz miejscowość Pery Szlasy wieś z dotychczasowej gromady Wiśniówek ze zniesionej gminy Kołaki w tymże powiecie. Dla gromady ustalono 11 członków gromadzkiej rady narodowej.
13 listopada 1954 roku gromada weszła w skład nowo utworzonego powiatu zambrowskiego.
31 grudnia 1959 gromadę Szlasy-Lipno zniesiono włączając jej obszar do gromady Rutki.